# Madawi al-Rasheed
Madawi al-Rasheed (em árabe: مضاوي الرشيد; Paris, outubro de 1962) é uma cidadã britânica de origem saudita e professora de antropologia social. Al-Rasheed ocupou um cargo no Departamento de Teologia e Estudos Religiosos no King's College London e como professora visitante no Middle East Centre, na London School of Economics and Political Science. Ela dá palestras ocasionais nos Estados Unidos, Europa e Oriente Médio. Ela é neta de Muhammad bin Talāl, da Dinastia Raxidi, o último príncipe do Emirado de Jabal Xamar, que foi conquistado pela Casa de Saud no início do século XX. Ela escreveu vários livros e artigos em revistas acadêmicas sobre a Península Arábica, migração árabe, globalização, gênero e transnacionalismo religioso. Desde 2016, ela é professora visitante de pesquisa no Instituto do Oriente Médio da Universidade Nacional de Cingapura.

## Biografia
Al-Rasheed nasceu em Paris, e é filha de pai saudita e mãe libanesa. Seu pai descende da dinastia Raxidi. Pouco depois de seu nascimento, a família mudou-se para a Arábia Saudita, onde al-Rasheed cresceu.
Em 1975, o rei Faisal da Arábia Saudita foi assassinado por seu sobrinho, Faisal bin Musaid. Sua mãe era irmã do pai de al-Rasheed, e o governo saudita acusou a família Rashidi de estar por trás do assassinato. Investigações posteriores descobriram que isso não é verdade, mas em 1975, a família de al-Rasheed mudou-se para o Líbano, onde al-Rasheed terminou seu bacharelado em 1981. Ela então começou seus estudos em antropologia e sociologia na Universidade Americana de Beirute.
Em 1982, Israel invadiu o Líbano. Al-Rasheed foi para o exílio duas vezes para o Reino Unido, sendo a primeira para a Universidade de Salford e a segunda para a Universidade de Cambridge, onde obteve seu doutorado com Ernest Gellner como seu orientador.
Em 2005, após uma aparição na TV Al Jazeera criticando o governo saudita, Salman da Arábia Saudita, na época governador da província de Riade, que mais tarde se tornou rei da Arábia Saudita, telefonou para o pai de al-Rasheed, alegando que sua cidadania saudita foi retirada como punição por sua aparição na televisão.
Al-Rasheed foi um dos alvos do chamado escândalo do spyware Pegasus, mas o ataque ao seu dispositivo aparentemente não teve sucesso.

## Obras publicadas

### Livros de sua autoria
- 1991 - Al-Rasheed M. Politics in an Arabian Oasis: the Rashidi Tribal Dynasty , London: I.B. Tauris (em inglês)
- 1998 - Al-Rasheed, M. Iraqi Assyrian Christians in London: the Construction of Ethnicity, New York: Edwin Mellen Press (em inglês)
- 2002 - Al-Rasheed, M. A History of Saudi Arabia, Cambridge: Cambridge University Press.  Também em inglês, árabe, espanhol e polonês).
- 2005 - Al-Rasheed, M. Mazaq Al-islah fi al-Saudiyyah fi al-Qarn al-Wahid wa al-Ishrin, Londres: al-Saqi (em inglês)
- 2007 - Al-Rasheed, M.  Contesting the Saudi State: Islamic Voices from a New Generation, Cambridge: Cambridge University Press (em inglês)
- 2010 - Al-Rasheed, M. A History of Saudi Arabia, Second Edition, Cambridge: Cambridge University Press (em inglês)
- 2013 - Al-Rasheed, M. A Most Masculine State: Gender, Politics and Religion in Saudi Arabia, Cambridge: Cambridge University Press (em inglês)
- 2015 - Al-Rasheed, M. Muted Modernists: The Struggle over Divine Politics in Saudi Arabia, Oxford University Press (em inglês)
- 2018 - Al-Rasheed. M. Salman's Legacy: The Dilemmas of a New Era in Saudi Arabia, Oxford University Press (em inglês)
- 2020 - Al-Rasheed. M. The Son King: Reform and Repression in Saudi Arabia, Hurst Publishers (em inglês)

### Livros com coautoria
- 2004 - Al-Rasheed, M. & R Vitalis (eds.) Counter-Narratives: History, Contemporary Society and Politics in Saudi Arabia and Yemen,  Nova Iorque, Palgrave (em inglês)
- 2005 - Al-Rasheed, M. (ed.) Transnational Connections and the Arab Gulf,  London: Routledge. (em inglês)
- 2008 - Al-Rasheed, M. (ed.) Kingdom without Borders: Saudi Political, Religious and Media Expansion, London: Hurst and Co. (em inglês)
- 2009 - Al-Rasheed, M. & M. Shterin. (eds.)  Dying for Faith: Religiously Motivated Violence in the Contemporary World, Londres: I.B. Tauris. (em inglês)
- 2012 - Al-Rasheed, M. Kersten, C. and Shterin, M. (eds,)  Demystifying the Caliphate: Historical Memory and Contemporary Contexts, Londres: Hurst and Co. (em inglês)

## Reconhecimento
Em dezembro de 2013, foi eleita uma das 100 mulheres mais influentes do mundo pela BBC.